# Enantia jethys
Enantia jethys är en fjärilsart som först beskrevs av Jean Baptiste Boisduval 1836.  Enantia jethys ingår i släktet Enantia och familjen vitfjärilar. Inga underarter finns listade i Catalogue of Life.